# Le Gardien d'éléphants
Pour plus de détails, voir Fiche technique et Distribution.
Le Gardien d'éléphants (en thaï : คนเลี้ยงช้าง, Khon liang chang) est un film dramatique thaïlandais réalisé par Chatrichalerm Yukol, sorti en 1987.

## Synopsis
Chai, un garde forestier, dénonce lors d'une veillée au coin du feu le désastre de la déforestation en Thaïlande.
Puis il raconte une histoire fantastique : il y a bien longtemps, alors qu'il était tout jeune, un incorruptible chef des gardes-forestiers nommé Khamron, aidé par le courageux cornac Boonsong et son éléphant, luttèrent contre les barons de l'exploitation illégale du bois et la corruption de la police.

## Fiche technique
- Titre : Le Gardien d'éléphants[3]
- Titres original : คนเลี้ยงช้าง, Khon liang chang (Le Cornac ou Le Gardien d'éléphants)
- Réalisation : Chatrichalerm Yukol
- Scénario : Chatrichalerm Yukol
- Musique : chansons de Caravan et de Carabao
- Pays :  Thaïlande
- Genre : drame écologiste
- Durée : 136 minutes
- Date de sortie : 1987

## Distribution
- Sorapong Chatree : le cornac Boonsong
- Duangdeuan Jithaisong (ดวงเดือน จิไธสงค์): Dam Wan, la femme de Boonsong
- Ron Rittichai (รณ ฤทธิชัย): le chef des gardes-forestiers Khamron
- Ittissontorn Vichailak (อิทธิสุนทร วิชัยลักษณ์) : le garde-forestier Chai
- Krailas Kraingkrai : le garde forestier Rabin (ระบิล)
- Aed Carabao : figurant[4]